# Ducula myristicivora
Il piccione imperiale delle spezie o piccione imperiale dal bernoccolo nero (Ducula myristicivora Scopoli, 1786) è un uccello della famiglia dei Columbidi.

## Descrizione
Il piccione imperiale delle spezie è lungo 41–43 cm e pesa 540 g. La colorazione generale è grigia, le ali e le parti superiori sono verde smeraldo, il capo, il collo e il ventre hanno una leggera colorazione rosata. Le remiganti e le timoniere sono nere con riflessi blu. La cera presenta una escrescenza nera che si estende verso l'alto. L'iride è marrone, il becco e la cera sono neri, le zampe rosso scuro.

## Biologia
Non si hanno informazioni, compie spostamenti su lunghe distanze tra le isole.

## Distribuzione e habitat
Il suo habitat è rappresentato dalle foreste primarie o secondarie, mangrovie nelle isole di piccole dimensioni. La sua distribuzione comprende le isole ad ovest della Papua, le isole al largo della costa di Halmahera e le isole della baia di Geelvink.

## Tassonomia
Comprende le seguenti sottospecie:
- D. m. myristicivora (Scopoli, 1786) - isole Widi (al largo delle Molucche nord-orientali), isole Papua occidentali;
- D. m. geelvinkiana (Schlegel, 1873) - isole nella baia di Geelvink (Nuova Guinea occidentale).